# Bow Down
Bow Down è l'album d'esordio del gruppo chiamato Westside Connection, formato dai già conosciuti Ice Cube, Mack 10 e WC. L'album è uscito nell'ottobre del 1996, durante il "boom" del West Coast rap negli USA.
È stato certificato disco di platino dalla RIAA per aver venduto 1.7 milioni di copie.

## Tracce
1. World Domination (Intro)
2. Bow Down
3. Gangstas Make the World Go Round
4. All the Critics in New York
5. Do You Like Criminals?
6. Gangstas Don't Dance (Skit)
7. The Gangsta, the Killa and the Dope Dealer
8. Cross 'Em Out and Put a K
9. King of the Hill
10. 3 Time Felons
11. Westward Ho
12. The Pledge (Skit)
13. Hoo-Bangin' (WSCG Style)